# Metriocnemus atriclava
Metriocnemus atriclava är en tvåvingeart som beskrevs av Jean-Jacques Kieffer 1921. Metriocnemus atriclava ingår i släktet Metriocnemus och familjen fjädermyggor. Det är osäkert om arten förekommer i Sverige. Inga underarter finns listade i Catalogue of Life.